# Contea di Wuyuan
La contea di Wuyuan (婺源县S, Wùyuán XiànP) è una contea della Cina, situata nella provincia di Jiangxi e amministrata dalla prefettura di Shangrao.